# Iván Ortega
José Iván Ortega Enríquez (22 luglio 1971) è un ex pentatleta messicano.

## Palmarès
In carriera ha conseguito i seguenti risultati:
- Mondiali:

Basilea 1995: bronzo nel pentathlon moderno staffetta a squadre.